# Список лідерів кінопрокату України 2010
Список лідерів кінопрокату України 2010 містить анотоване перерахування лідерів бокс-офісу України для фільмів, що вперше вийшли в український кінопрокат протягом календарного року 2010 та які за всю свою прокатну історію в Україні зібрали суму у понад $1 млн. 
Список включає збори, зароблені фільмами під-час продажу квитків у кінотеатрах; прибуток від VHS/DVD/Blu-Ray/Video-on-demand, показу на ТБ тощо не враховується. Суми вказуються у доларах США і не враховують інфляцію. Якщо не вказано іншого джерела, суми касових зборів наведені за даними сайту Box Office Mojo.
| #  | Назва фільму                                  | Країна                          | Збори в Україні, $ |
| -- | --------------------------------------------- | ------------------------------- | ------------------ |
| 1  | Шрек назавжди                                 | США                             | 4 007 651          |
| 2  | Аліса в Країні Чудес                          | США                             | 3 484 583          |
| 3  | Гаррі Поттер і Смертельні реліквії: Частина 1 | Велика Британія США             | 2 929 841          |
| 4  | Кохання у великому місті 2                    | Росія, Україна                  | 2 585 582          |
| 5  | Трон: Спадок                                  | США                             | 2 205 929          |
| 6  | Битва титанів                                 | США                             | 2 187 629          |
| 7  | Заплутана історія                             | США                             | 2 112 218          |
| 8  | Ялинки                                        | Росія                           | 1 997 372          |
| 9  | Мегамозок                                     | США                             | 1 780 018          |
| 10 | Останній володар стихій                       | США                             | 1 752 582          |
| 11 | Оселя зла: Потойбічне життя                   | Канада, Німеччина, США          | 1 738 030          |
| 12 | Сутінки. Сага: Затемнення                     | США                             | 1 686 847          |
| 13 | Принц Персії: Піски часу                      | США                             | 1 581 120          |
| 14 | Хроніки Нарнії: Підкорювач Світанку           | Велика Британія, США            | 1 544 260          |
| 15 | Початок                                       | Велика Британія, США            | 1 493 821          |
| 16 | Наша Russia. Яйця долі                        | Росія                           | 1 466 269          |
| 17 | Робін Гуд                                     | Велика Британія, США            | 1 435 194          |
| 18 | Як приборкати дракона                         | США                             | 1 431 171          |
| 19 | Знайомство з Факерами 2                       | США                             | 1 246 532          |
| 20 | Солт                                          | США                             | 1 242 676          |
| 21 | Учень чаклуна                                 | США                             | 1 231 202          |
| 22 | Шерлок Холмс                                  | Велика Британія, США, Австралія | 1 208 297          |
| 23 | Залізна людина 2                              | США                             | 1 199 098          |
| 24 | Три богатирі та Шамаханська цариця            | Росія                           | 1 140 301          |
| 25 | Нікчемний Я                                   | США                             | 1 098 087          |
| 26 | Нестримні                                     | США                             | 1 063 359          |